# Бристольский собор
Бристольский собор (англ. Bristol Cathedral), полностью Кафедральный собор Святой и Неделимой Троицы (англ. Cathedral Church of the Holy and Undivided Trinity) в Бристоле, Англия. Заложен в 1140 и освящён в 1148 году как аббатство св. Августина, после роспуска монастырей в ходе английской реформации стал кафедральным собором вновь созданной Бристольской епархии в 1542 году. Входит в списки объектов культурного наследия Англии как объект высшего класса, представляющий особую ценность. Своим острым силуэтом с пинаклями формирует городской горизонт.
В восточной половине собора имеются части, восходящие к XII веку, и «Старшая капелла Девы» начала XIII века. Основная часть церкви, несмотря на тяжёлое финансовое положение аббатства, перестроена в XIV веке в стиле декоративной готики. Трансепт и центральная башня выстроены в XV веке, к 1539 году (роспуск монастырей) неф не был закончен, и позднее разобран. Четыреста лет спустя, в ходе готического возрождения в XIX веке неф выстроил, частично по средневековому проекту, Джордж Эдмунд Стрит. Западные башни построены в 1888 году по проекту Джона Лофборо Пирсона.
Восточная часть собора — зального типа, её боковые нефы по высоте равны центральному и перекрыты такими же сводами с лиернами. Поздненорманская капитулярная зала расположена южнее трансепта, это одно из первых в Англии зданий со стрельчатыми арками. Кроме архитектуры, собор известен погребениями и старинным органом. Средневековые витражи практически не сохранились, и даже витражи викторианской эпохи пострадали в ходе воздушных налётов 24 ноября 1940—11 апреля 1941 гг. (Бристольский блиц).

## История

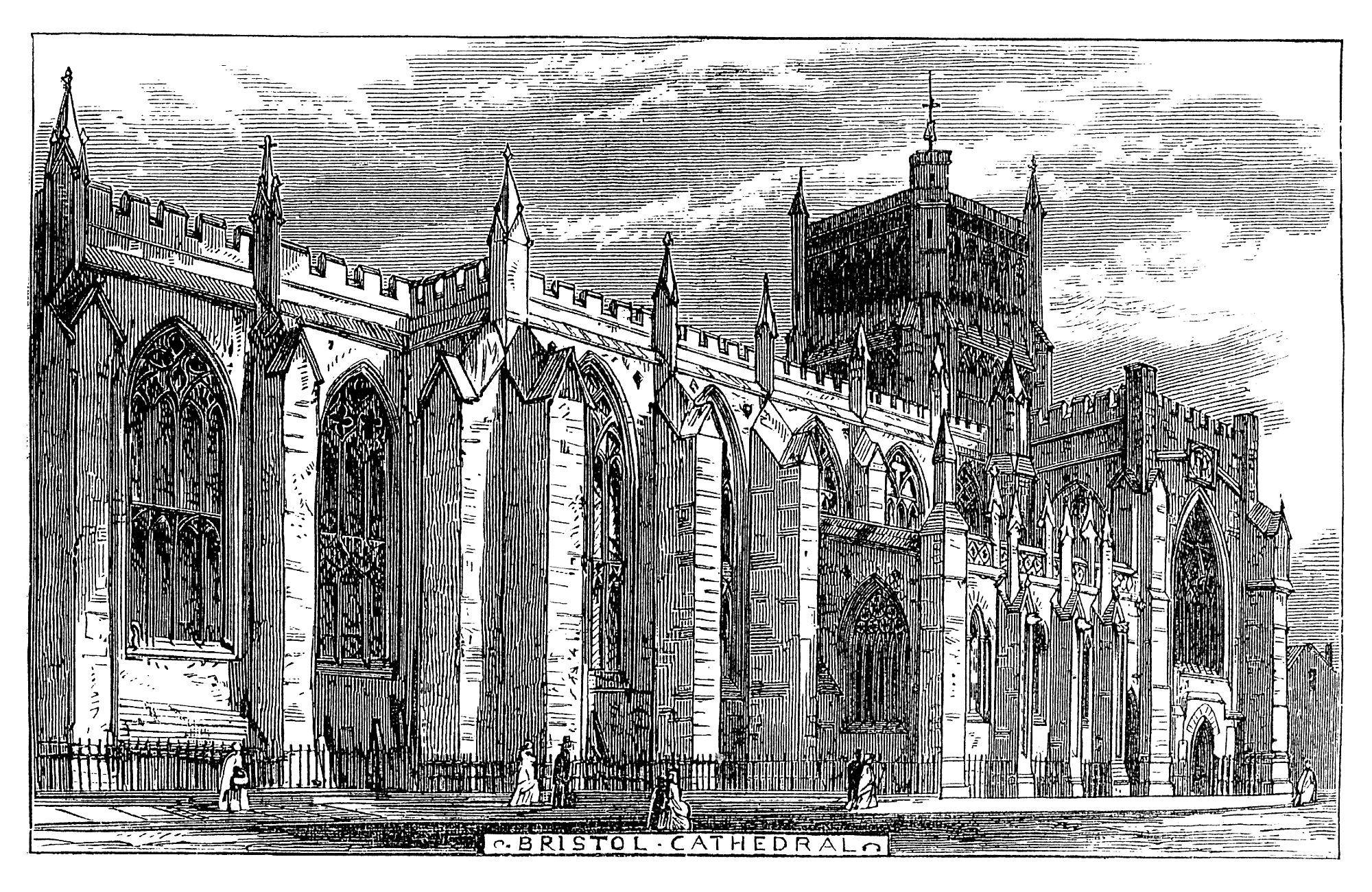
Гравюра 1873 года, собор ещё не завершён

### Основание. XII век
Роберт Фицгардинг (ок. 1095—1170 — крупный землевладелец, впоследствии лорд Беркли) основал аббатство св. Августина в 1140 году по августинскому же уставу. Первая, сохранившаяся лишь фрагментами, аббатская церковь выстроена между 1140 и 1148 годами в романском (норманском) стиле. Беда Достопочтенный упоминает, что св. Августин Кентерберийский посетил этот монастырь, английский поэт и антикварий Джон Леланд (1503—1552) писал, что это весьма древний храм. Уильям Вустерский в своём «Обзоре Бристоля» пишет, что церковь августинского аббатства была расположена восточнее нынешней и ныне перестроена в церковь св. Августина Малую, в отличие от Большой, то есть современного храма. Св. Агустин Малый сгорел в ходе бомбардировки в 1940 году и 20 лет спустя разобран, на этом месте располагается гостиница «Royal Hotel», археологические находки, сделанные в ходе строительства, хранятся в бристольском музее. Церковь была освящена 11 апреля 1148 года епископами Вустерским, Эксетерским, Лландафским и св. Асафа.
Между 1148 и 1164 годами выстроены другие каменные здания, из которых уцелели три: капитулярная зала, надвратная построка, где ныне епархиальное управление, и вторые ворота, которые изначально вели в особые покои аббата. Краевед и историк архитектуры T.H.B. Burrough считает капитулярную залу «лучшим образцом норманских капитулярных зал, уцелевших до наших дней» (англ. the finest Norman chapter house still standing today). В 1154 году Генрих II значительно укрепил материальную базу аббатства в благодарность Фицгардингу, который помог ему победить в гражданской войне и взойти на трон, и к 1170 году церковь была настолько расширена, что её снова освящали четыре епископа (Вустерский, Эксетерский, Лландафский и св. Асафа).

### XIII век
При аббате Давиде (1216—1234) началось новое строительство, особо отметить следует капеллу Благословенной Девы Марии, выстроенную к 1220 году с северной стороны от хоров церкви. Капелла сохранилась до наших дней и называется «Старшей капеллой Девы» (англ. Elder Lady Chapel). Архитектор её обозначен инициалом «Л», предполагается, что это Адам Лок, главный каменщик Уэлского собора. Переплёт восточного окна этой капеллы выполнил Уильям Геометр (англ. William the Geometer) около 1280 года. Аббат Давид из-за разногласий с монастырской общиной был смещён в 1234 году, сменивший его Уильям Брэдстонский (англ. William of Bradstone) купил землю и выстроил причал и церковь св. Августина Малую. При следующем аббате Уильяме Лонге (англ. William Longe) монастырь переживал упадок дисциплины, в том числе финансовой. В 1280 году он был отставлен и заменён аббатом Хью, который с помощью денег, подаренных Эдуардом I, привёл монастырь в порядок.

### XIV—XVI века
При аббате Эдварде Ноуле (англ. Edward Knowle, 1306—1332), несмотря на финансовые трудности, началась масштабная перестройка церкви. Между 1298—1332 годами восточная половина выстроена в стиле украшенной готики. Тогда же перестроены клуатры, обеденная зала, королевская зала и королевская комната. Очевидно, Чёрная смерть не обошла монастырь стороной, и в 1353 году новый аббат Уильям Кок (англ. William Coke) получил от Урбана V буллу, разрешавшую назначить священнослужителей моложе положенного возраста взамен умерших. Вскоре после избрания аббатом преемника Кока Генри Шеллингфорда (англ. Henry Shellingford), в 1365 году Эдуард III вмешался в управление монастырём и назначил для разрешения его финансовых трудностей 4-го барона Беркли. В конце XIV—начале XV веков аббаты Cernay и Daubeney поправили финансовое положение обители, подмяв под себя несколько местных приходов. Из-за этих затруднений почти столетие никакого строительства в монастыре не велось. К середине XV века были выстроены трансепт и центральная башня. Аббат Джон Ньюленд (англ. John Newland,1481-1515), по прозвищу «Сердце с гвоздями» (англ. Nailheart) из-за пристрастия к символу сердца, пронзённого тремя гвоздями, начал переделку нефа, но к ликвидации монастырей в 1539 году она не была завершена. Ньюланд также перестроил клуатры, верхнюю часть надвратных покоев, дормиторий, трапезную и квартиры приора (частично сохранившиеся до 1884 года, после чего встроенные в новое здание минстера).
Незаконченный неф был разобран, хоры закрыты до тех пор, пока храм не стал собором новой Бристольской епархии в июне 1542 года. Епархия была образована из приходов Глостерской и Батско-Уэлской епархий, при этом сам Бристоль до возникновения Глостерской епархии (1541) относился к Вустерской. Первым епископом Бристольским назначен королевский капеллан Пол Буш, †1558), собор освящён во имя Святой и Неделимой Троицы.

### XIX век
В ходе бристольского бунта 1831 года, толпа, ворвавшись в капитулярную залу, уничтожила много документов прежнего аббатства и повредила само здание, но церковь от их буйства защитил младший ризничий Уильям Филипс (англ. William Phillips), вовремя забаррикадировавший двери, ведущие из клуатра в храм.
Между 5 октября 1836 и 9 июля 1897 Бристольская епархия была слита с Глостерской, и собор был одним из равноправных кафедральных соборов объединённого диоцеза.
В 1860 году было решено убрать алтарную преграду 1542 года, чтобы освободить как можно больше места в нефе. В это же время убраны несколько малоценных средневековых мизерикордий. Готическое возрождение, оживив интерес англичан к собственному архитектурному наследию, привело к строительству нового нефа в едином с хорами стиле по проекту XV века, переработанному и исполненному в 1868—1877 годах архитектором Джорджем Эдмундом Стритом, для чего пришлось освободить место от других построек, в частности, минстерского дома, ещё в 1829 году оставленного настоятелем и капитулом, отчаявшимися избавить здания от дурной славы приюта проституток. Неф построен на пожертвования богатых граждан Бристоля и средства, собранные по подписке, открыт 23 октября 1877 года, но башни западного фасада по проекту Джона Лофборо Пирсона завершены лишь в 1888.
У северного портала в нишах были установлены статуи св. Григория, Амвросия, Иеронима и Августина, которые вызвали протесты своим чересчур «католическим» видом, в результате чего настоятель собора Гилберт Эллиот без ведома архитекторов самовольно нанял рабочих, которые убрали статуи. «Бристоль Таймс» сообщала, что «более грубого и вызывающего эпизода иконоборчества в Бристоле не видели со времён Кромвеля» (англ. a more rough and open exhibition of iconoclasm has not been seen in Bristol since the days of Oliver Cromwell.) Всех собак как архитекторы, так и церковники навесили на скульптора Джеймса Редферна (англ. James Redfern), который был изгнан из проекта, заболел и в том же году умер. Демарш Эллиота привёл к распаду строительного комитета, и дальнейшими работами руководили настоятель и капитул, а личная непопулярность Эллиота привела к трудностям в сборе средств на строительство, отчего неф и был завершён гораздо раньше башен.
В ходе этих же работ, в 1887 году, отлита часть колоколов, подвешенных в северо-западной башне, фирмой «John Taylor & Co», остальные колокола отлиты в XVIII веке «Bilbie family» и один литейни «William III & Richard II Purdue» изготовлен в 1658 году.

### XX век
После Второй мировой войны колокольня северо-западной башни пополнилась восемью голосами из разбомбленной церкви Тамплиеров.
В 1994 году в Бристольском соборе рукоположены первые в англиканской церкви 32 женщины-священника.

## Архитектура
| Длина                    | внешняя                  | 300 футов (91 м)                    |
| Длина                    | внутренняя               | 284 фута (87 м)                     |
| Длина                    | нефа                     | 125 футов (38 м)                    |
| Ширина с боковыми нефами | Ширина с боковыми нефами | 69 футов (21 м)                     |
| Трансепт                 | длина                    | 115 футов (35 м)                    |
| Трансепт                 | ширина                   | 29 футов (8,8 м)                    |
| Высота внутри            | нефа                     | 52 фута (16 м)                      |
| Высота внутри            | хоров                    | 50 футов (15 м)                     |
| Площадь                  | Площадь                  | 22,556 квадратного фута (2,0955 м2) |

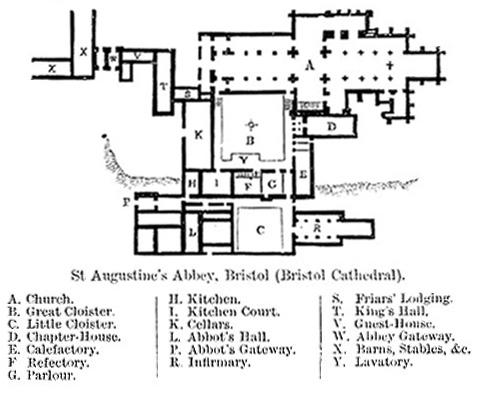
План (Encyclopædia Britannica, 1902)

Бристольский собор — объект архитектурного наследия Англии первого класса, демонстрирует несколько архитектурных стилей на протяжении нескольких эпох. Тим Тэттон-Браун характеризует хоры XIV века как «одну из самых интересных и отличных построек в стране» (англ. Tim Tatton-Brown: "one of the most interesting and splendid structures in this country").
Средневековые постройки выполнены, главным образом, из известняка, добытого близ Дандри и Фелтона, в других частях — батский камень. В «Старшей капелле Девы» использован пурбекский мрамор.
«Восточная капелла Девы» и капелла Беркли образованы двумя секциями каждая, ризница — одной секцией.
Внешне собор характеризуется сильно выступающими контрфорсами, увенчанными фиалами, под центральной башней в перпендикулярном стиле — зубчатый парапет, как на крепостной стене, и пинакли с краббами.
Башни западного фасада трёхъярусные, верхние ярусы заняты колокольней и проёмы поэтому закрыты жалюзи. На задних внешних углах к башням примыкают восьмигранные лестничные клетки. Между башен располагается глубокий портал из шести уменьшающихся профилированных арок на колонках из пурбекского мрамора, тимпан портала пуст.
Интересно, что приезжие нередко принимают за Бристольский собор весьма крупную и величественную приходскую церковь св. Марии в Редклифе (англ. St. Mary Redcliffe).

### Зальная церковь

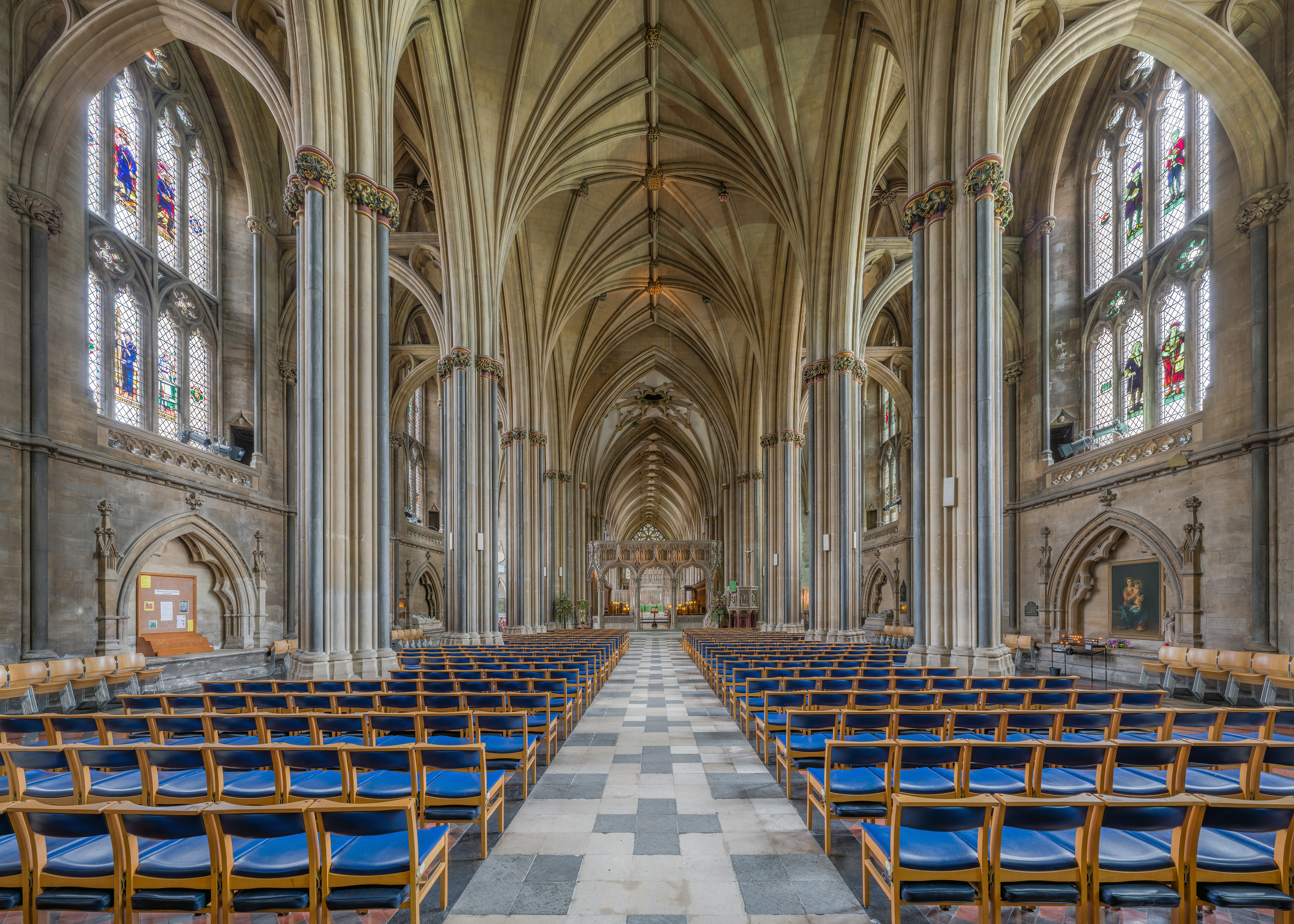
Вид из нефа на лиерновый свод хоров и башни на устоях в виде пучков колонок из пурбекского мрамора

Восточная часть Бристольского собора (начало XIV века) весьма необычна. Во-первых, это церковь зального типа, то есть, боковые нефы её имеют высоту, равную высоте главного нефа, что типично для немецкой готики, но совершенно нехарактерно для английской. Бристольский собор — крупнейший образец зального храма в Англии, в XIX веке архитектор Стрит выстроил неф точно такой же конструкции, как и хоры. Боковые нефы равны по ширине центральному, но их своды имеют вдвое меньший пролёт и опираются на каменные перемычки на уровне пазух свода главного нефа, перемычки эти поддерживаются отдельными стрельчатыми арками, чьи пяты лежат на уровне пят главного свода. Перемычки и арки передают распор главного свода на внешние контрфорсы, исполняя таким образом роль, которая обычно во французской и английской готике доверена аркбутанам. В центральном нефе при этом нет привычного пояса окон непосредственно под сводами, интерьер освещается только окнами боковых нефов, которые вследствие этого весьма велики. На хорах в капелле Девы, например, окно занимает всю стену, заливая весь свод естественным светом, особенно по утрам.

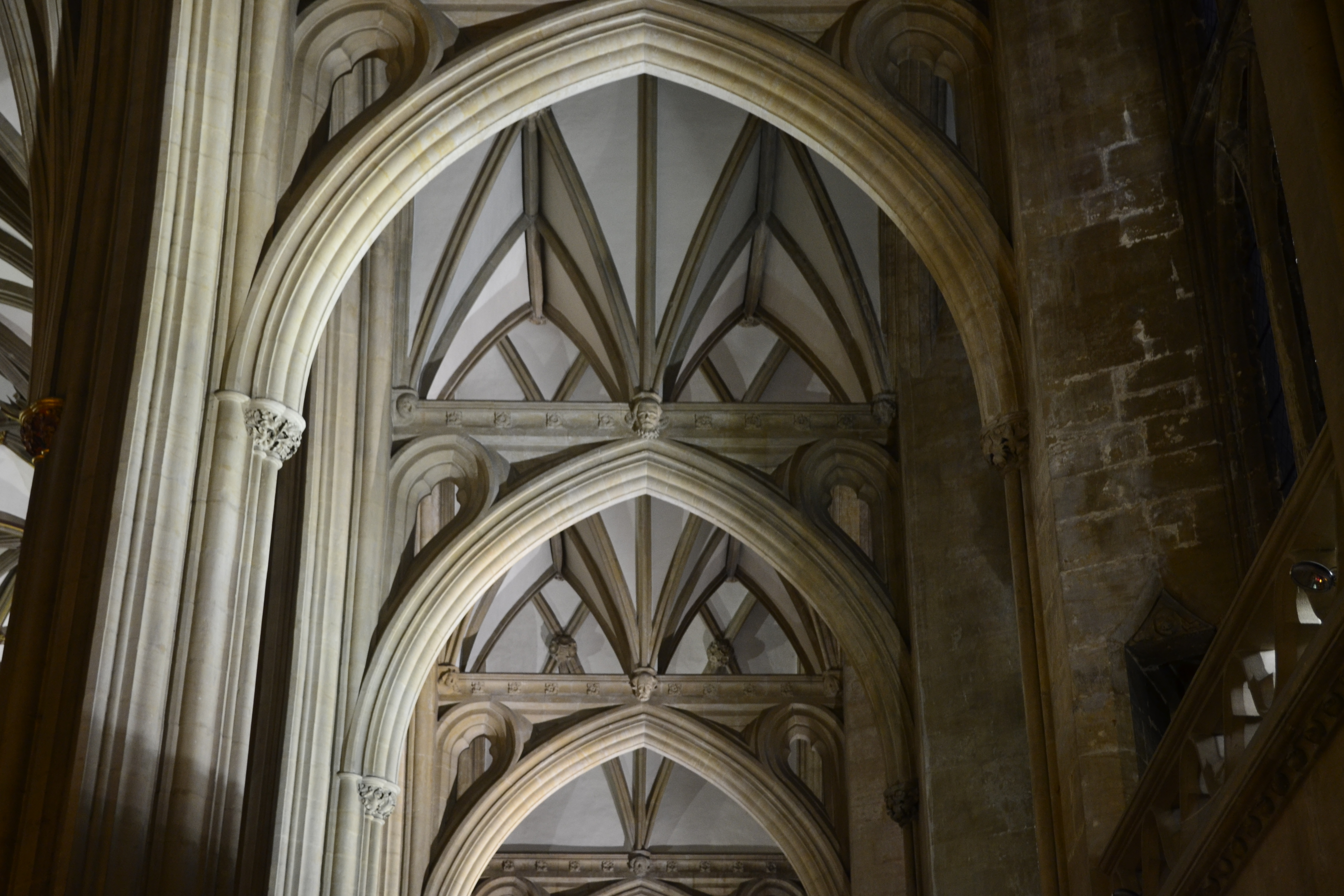
Уникальное конструктивное решение каменных перемычек в боковых нефах

Своды церкви сравнительно низки, почти вдвое ниже, например, чем в Вестминстерском аббатстве, и церковь кажется оттого широкой и вместительной. Историк архитектуры Певзнер пишет, что «с точки зрения ощущения пространства» собор не только превосходит все постройки Европы и Англии, но и «неоспоримо доказывает превосходство английских архитекторов над всеми современниками».
Аркам хора приданы две волнообразные профилировки, которые продолжаются на устоях, но у пят арок прерываются небольшими капителями. Аналогичное решение можно видеть в Уэлском соборе и бристольской церкви святой Марии, что позволяет предположить авторство Томаса Уитни или Уильяма Джоя. От Восточной капеллы Девы хоры отделяет алтарная преграда XIV века, повреждённая в годы реформации и восстановленная в 1839 году, когда убрали алтарь XVII века. Капелла Девы расписана в XIX—XX веках по уцелевшим фрагментам оригинальной росписи. Юго-восточнее хоров и капеллы Девы располагается капелла Беркли и ризница, вероятно, заменившие в XIV веке более ранние аналогичные постройки.

#### Своды

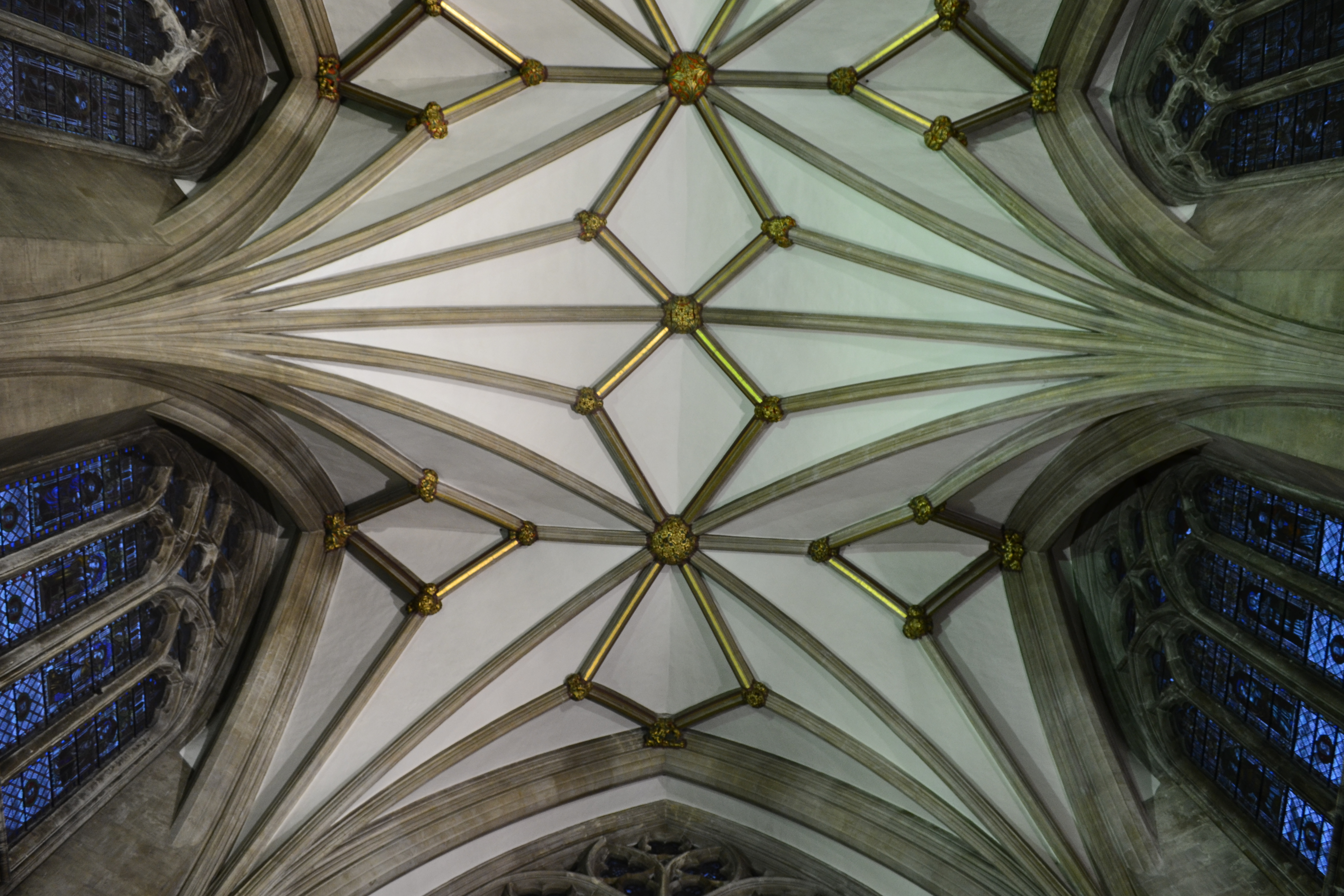
Своды с лиернами

Постройка аббата Ноула уникальна тремя сводами.

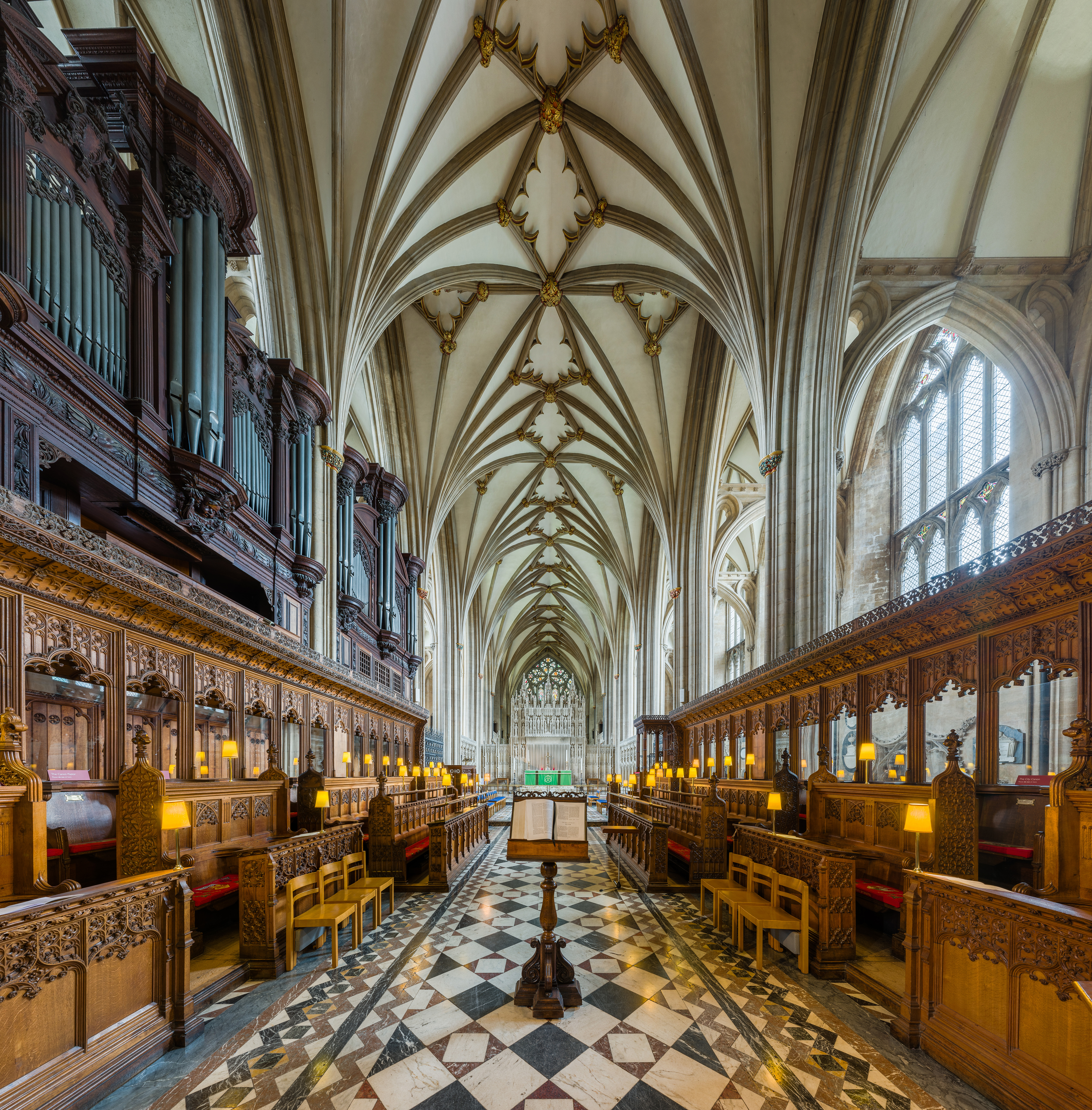
Своды хоров

Готический свод состоит из арочного каркаса и заполнений. Нервюры — это арки, опирающиеся на устои, и поддерживающие замо́к свода. От замка к замку протягиваются другие рёбра. На устоях начинаются дополнительные арки, называемые тьерсеронами. Украшенный стиль готики начинает прибавлять к ним лиерны, которые соединяют замковые рёбра и тьерсероны, образуя звездообразный узор. Этот тип свода появляется в Бристоле очень рано, и устроен совершенно не так, как своды с лиернами в других постройках, а именно: здесь нет замковых рёбер, а лиерны замыкают собой сектора заполнения по обе стороны вершины свода, которые отражают и рассеивают свет из большого восточного окна, а плетение узора на своде средокрестия рифмуется с узором заполнения восточного окна, если смотреть из нефа.
Также уникальная конструкция боковых нефов, пролёт которых равен среднему, а двойные арки свода опираются на каменные перемычки с подпружной аркой.

### Восточная капелла Девы

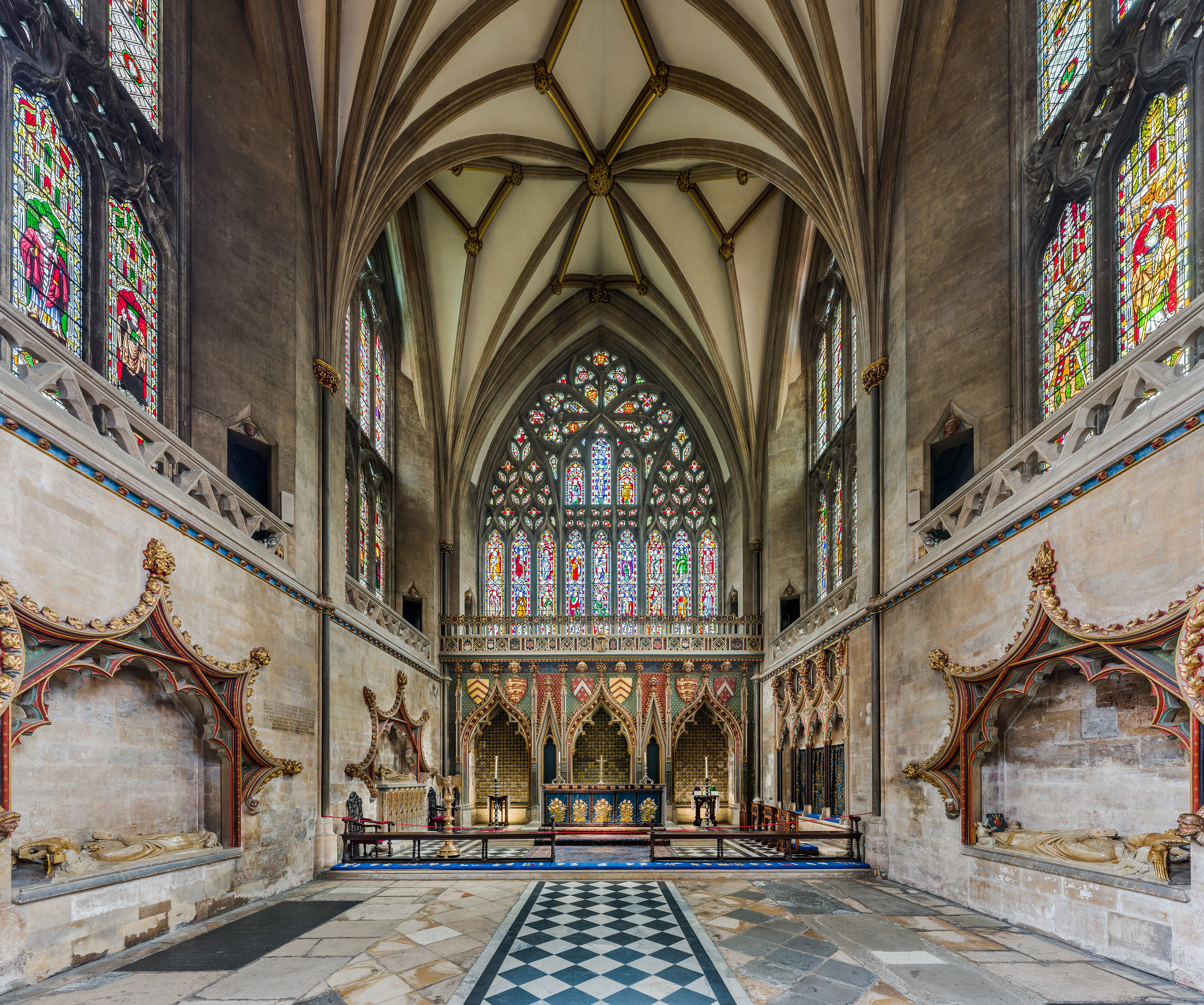
Капелла Девы

Восточная капелла Девы величиной в четыре пролёта выстроена в XIII веке из красноватого песчаника в стиле раннеанглийской готики, чем выделяется из основного здания. Окна разделены колонками из камня эпохи лейас. В капелле широко распространён орнамент из стилизованных листьев «stiff-leaf», в том числе на омывательнице и седилье .

### Неф
Стрит в XIX веке воспользовался планом и вертикальным разрезом средневековых хоров и в интерьере сохранил основные пропорции нервюр и профилировко, но не повторил их рисунок, а своды сделал обычные. В боковых нефах он повторил конструкцию с арками на мостиках, но поперечные своды устроены иначе.

#### Западный фасад

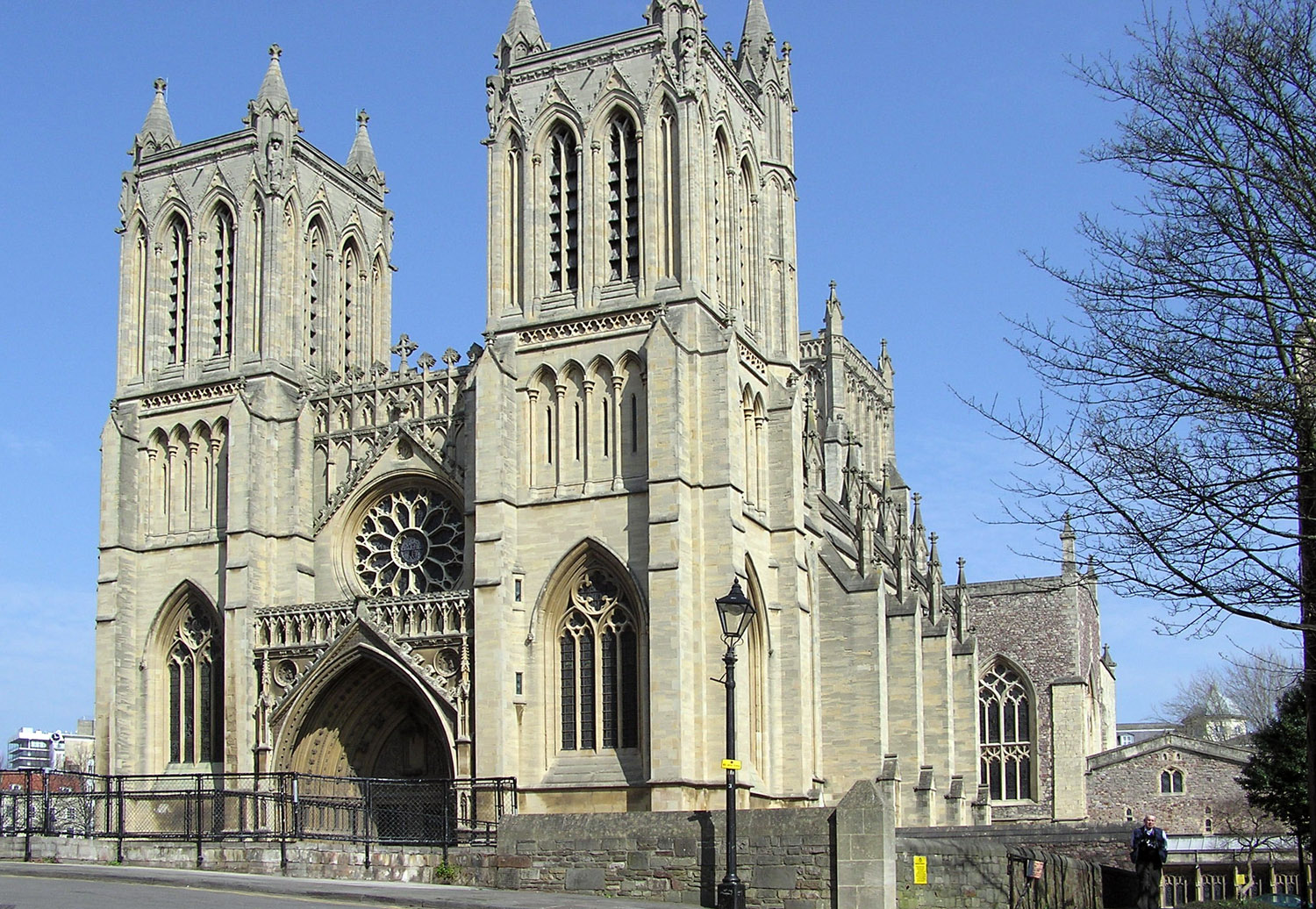
Башни западного фасада, Пирсон, 1888

В отличие от большинства английских готических церквей, центральное место на западном фасаде Бристольского собора занимает роза во французском «лучистом» стиле над порталом, но прочие элементы типично английские, аналогичные раннеанглийскому стилю Уэлского собора и украшенному — Йоркского.

### Капитулярная зала

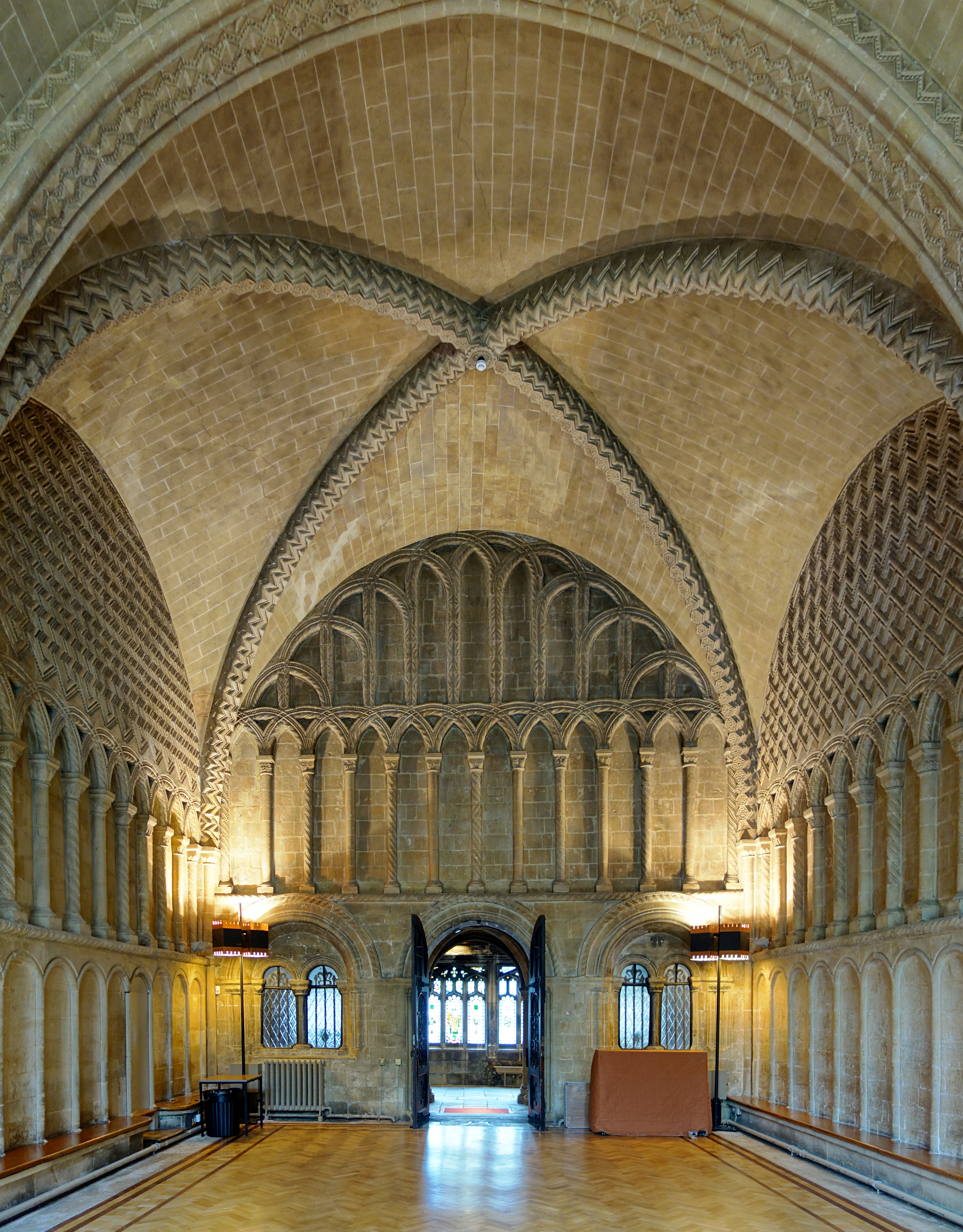
Капитулярная зала

Капитулярная зала, расположенная южнее трансепта, относится к поздней норманской эпохе английского зодчества, это одна из первых построек в Англии, где можно видеть стрельчатую арку. Достаточно богатое скульптурное убранство её отличается разнообразными романскими абстрактными мотивами. В обоих аспектах капитулярная зала похожа на надвратную постройку, из чего Стрит сделал в XIX веке вывод, что оба этих здания относятся к XII веку и строились практически одновременно.
Перед залой находится прямоугольный трёхпролётный вестибюль под нервюрными сводами, стрельчатые арки которых решают проблему формы помещения. Глухая стрельчатая аркада располагается над романской полуциркульной аркадой по периметру залы. Зала перекрыта четырёхчастным сводом высотой 7,5 метра (25 фута). Нервюры свода, колонны и стены покрыты романскими и раннеготическими орнаментами «шеврон», «спирали», «гвозди», «ромбы», «зигзаг».
Вдоль стен капитулярной залы ныне располагаются 40 сидений, а во времена аббатства, возможно, их было больше. В 1714 году зала реконструирована под библиотеку и пол поднят приблизительно на метр. Восточная сторона залы была повреждена в 1831 году в ходе бунта, и либо в ходе восстановления, либо несколько позже, библиотека из залы убрана. В ходе этой реставрации в 1832 году пол вернули на прежний уровень, и открыли рельеф англосаксонских времён, изображающий сошествие в ад, который может служить доказательством тому, что церковь или часовня существовала здесь прежде основания аббатства в 1140.

### Витражи

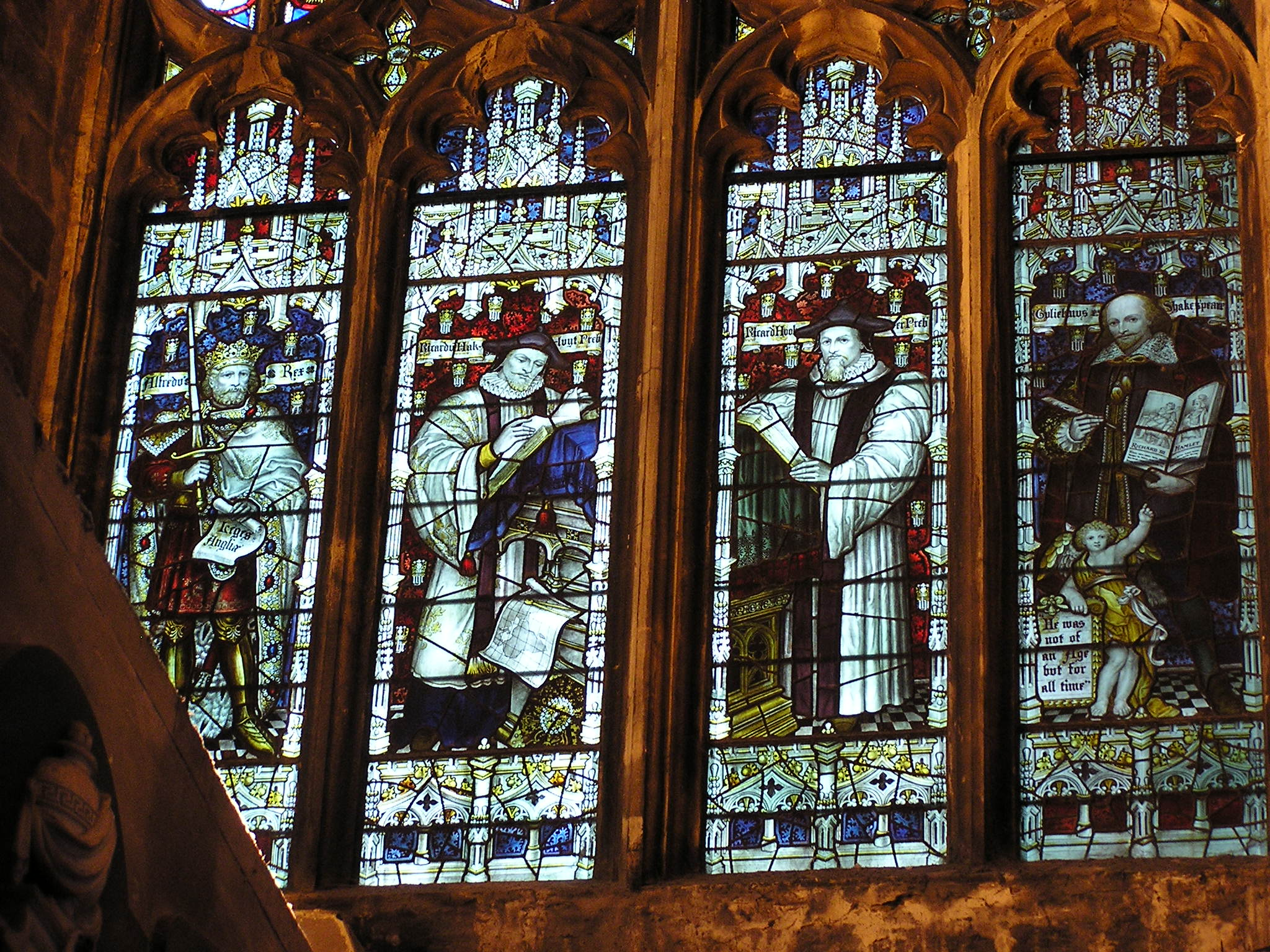
Витражи Чарльза Кемпе

Восточное окно капеллы Девы претерпело масштабную реставрацию в середине XIX века, но фрагменты XIV века — головы и гербы — частично сохранились. Также средневековые стёкла сохранились в составе древа Иессеева, занимающего 9 окон.
Под руководством Стрита витражи розы и башен западного фасада, а также магнификат в Старшей капелле Девы выполнила фирма «Hardman & Co.».
Витражи, созданные после «бристольского блица» 1940-41 годов Арнольдом Робинсоном, посвящены гражданской обороне города в ходе Второй мировой войны: работу St. John Ambulance, британского Красного креста, противовоздушной обороны, полиции, Хоум Гард и Женской добровольческой службы.
Наиболее современный витраж — абстрактная экспрессионистская трактовка святого духа, выполненная Китом Нью (англ. Keith New) в 1965 году — находится в южной стене хоров.
Викторианский витраж «во славу божию и в память Эдварда Кольстона», деятеля Королевской Африканской компании и бристольского мецената (XVII век), ещё в 2017 году, несмотря на затраты, было решено демонтировать в связи с тем, что Кольстон был тесно связан с трансатлантической работорговлей и получал от неё значительную прибыль. Гибель Джорджа Флойда и последовавшие вслед за ним события привели к тому, что этот процесс ускорился, в июне 2020 года витраж был закрыт. Планируется убрать как остальные памятники Кольстону в соборе, так и ещё один витраж в церкви св. Марии. Статуя Кольстона (кон. XIX века) в центре города демонтирована 7 июня 2020 года.

## Музыка

### Орган

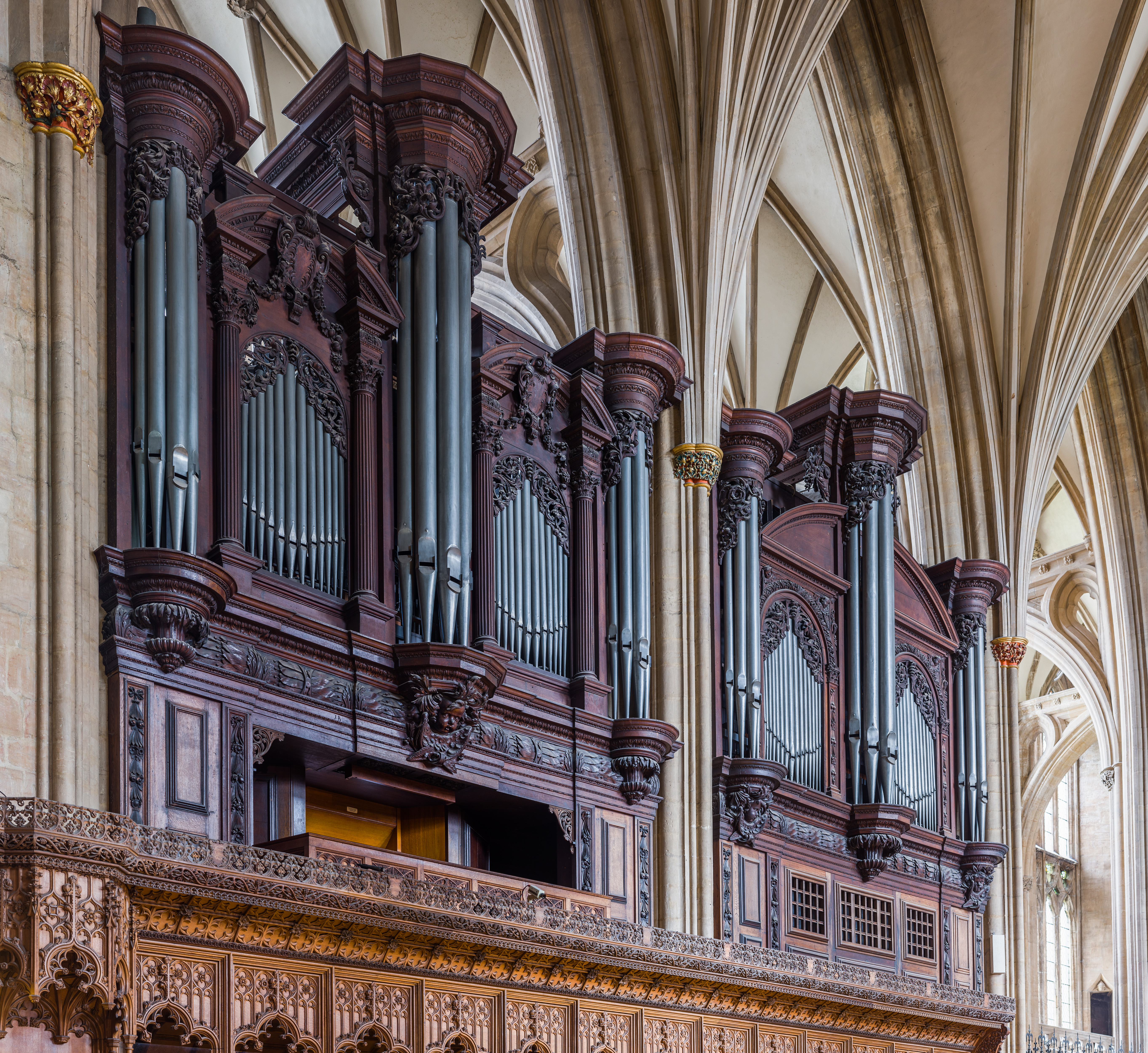
Орган

Современный орган расположен на северной стороне хоров и восходит к 1685 году, когда Ренатус Гаррис построил его за £500. С тех пор орган неоднократно обновлялся и ремонтировался, но корпус и часть труб XVII века сохраняются и поныне, в органе 1907 года фирмы «J. W. Walker & Sons Ltd» (последняя реставрация в 1989). В органе 63 регистра на четырёх мануалах (Хор, Хауптверк, Швеллер и Соло) и педали. Самый низкий регистр — 32-футовый. Трактура пневматическая, дутьё электрическое.
О более ранних органах известно, что в 1662 году Роберт Таунтон построил позитив, которому предшествовал инструмент 1630 года от Томаса Даллама.
Первым известным органистом собора был Томас Денни (1542), среди известных исполнителей — композитор Перси Бак и дирижёр Малькольм Арчер.

### Хоры
Вероятно, хор существовал с основания августинского аббатства в 1140 году. Современный соборный хор включает 14 мальчиков, 14 девочек и десять взрослых певцов. Мальчики и девочки обучаются в Бристольской соборной хоровой школе, первом государственном высшем хоровом учебном заведении в Англии.
Концертный хор Бристольского собора (англ. Bristol Cathedral Concert Choir, прежнее название «Особый хор Бристольского собора» англ. Bristol Cathedral Special Choir) основанный в 1954 году, состоял из 60 человек, которые исполняли крупные произведения, например, «Страсти по Матфею». Хор расформирован в 2016 году.
Существует хор из волонтёров «Bristol Cathedral Consort», который поёт вечерню два раза в месяц.
Камерный хор Бристольского собора (англ. Bristol Cathedral Chamber Choir) возглавляет помощник органиста.